# پارک ملی میوکو-توگاکوشی رنزان
پارک ملی میوکو-توگاکوشی رنزان (به لاتین: Myōkō-Togakushi Renzan National Park) یک پارک ملی و منطقهٔ مسکونی در ژاپن است که در استان نیگاتا واقع شده‌است.